# هوروانا
هوروانا (به لاتین: Horana Divisional Secretariat) یک منطقهٔ مسکونی در سری‌لانکا است که در ناحیه کالوتارا واقع شده‌است.